# Roberto Reggi
Roberto Reggi (Fiorenzuola d'Arda, 20 ottobre 1960) è un ingegnere, dirigente pubblico e politico italiano, sindaco di Piacenza dal 12 giugno 2002 al 23 maggio 2012.
Nel 2014 ha ricoperto il ruolo di Sottosegretario di Stato al Ministero dell'Istruzione, dell'Università e della Ricerca nel governo Renzi. È stato il Direttore dell'Agenzia del demanio sino ad agosto 2018. Dal 1º giugno 2021 è Presidente della Fondazione di Piacenza e Vigevano.

## Biografia
Laureato in ingegneria elettrotecnica,  è l'attuale responsabile delle concessioni di tutti gli impianti idroelettrici e termoelettrici, presso A2A, azienda multiutility operante anche nel settore della produzione di energia elettrica. Attivo nel mondo del volontariato, è cofondatore di un'associazione, che - ben presto - ha contribuito a fondare una cooperativa sociale (Cooperativa Eureka), di cui è stato il primo presidente. Nel 1994 Reggi inizia una carriera in politica.
Dal 1994 al 1998, per la lista civica "Alleanza per Piacenza", fu Assessore alle politiche sociali ed abitative del comune di Piacenza con il sindaco di centrosinistra Giacomo Vaciago. Dopo aver aderito al partito I Democratici guidato da Arturo Parisi, nel 1999 viene eletto consigliere al consiglio provinciale di Piacenza nel turno elettorale vinto da Dario Squeri (all'epoca esponente del PPI inserito nella coalizione di centrosinistra). Nel 2002 fu eletto sindaco di Piacenza al secondo turno con il 54,6% dei voti contro il sindaco uscente Gianguido Guidotti del centrodestra, eletto nelle elezioni del 1998. Nel 2007 è stato riconfermato sindaco per il centrosinistra al secondo turno con il 55,7% (contro Dario Squeri per il centrodestra), distinguendosi come il primo sindaco eletto per due mandati consecutivi a Piacenza. Nel corso dei suoi due mandati Reggi ottenne notorietà anche a livello nazionale.
Tra il 2005 e il 2007 Reggi è stato coinvolto in un dibattito con il critico d'arte e allora assessore alla cultura di Milano Vittorio Sgarbi a causa delle vivaci proteste di quest'ultimo nei confronti di alcune opere d'arte posizionate al centro di alcune rotonde, realmente orribili e totalmente antiestetiche: il noto critico d'arte ha presentato una propria lista nelle elezioni amministrative del 2007, contrastando Reggi (che poi vinse le elezioni) ed alleandosi con Dario Squeri, ex-esponente del centrosinistra passato nel 2005 al centrodestra.
Reggi è stato un sostenitore di Enrico Letta come candidato alla guida del Partito Democratico nelle primarie nazionali del 2007 che si tennero poco dopo la sua rielezione a sindaco: proprio a Piacenza, Letta ha iniziato la propria campagna per le primarie facendo il suo primo comizio insieme a Reggi. Scaduto il mandato amministrativo, le elezioni comunali 2012 hanno visto la vittoria del "delfino" di Reggi, Paolo Dosi, che ne aveva già raccolto le redini prima alla guida del centrosinistra cittadino (nonostante l'iniziale diffidenza di Pier Luigi Bersani verso Dosi, poi vincitore delle primarie comunali del 2011). Nell'agosto 2012 Reggi inizia a collaborare con Matteo Renzi per organizzare la sua candidatura alle primarie nazionali del centrosinistra del 2012 e in seguito è stato nominato, insieme a Giorgio Gori, coordinatore primarie di Renzi: a causa della sconfitta di Renzi alle primarie, Reggi è stato escluso dalle candidature del PD per il rinnovo del Parlamento; questa sua esclusione è stata definita dalla stampa, visto il suo curriculum (due volte sindaco di un capoluogo di Provincia, eletto la prima volta sull'onda della contestazione al Governo Berlusconi II e rieletto la seconda volta nonostante il trend negativo del centrosinistra a causa del Governo Prodi II) e il suo ruolo tra i renziani, come "esclusione eccellente".
In seguito alla nascita del Governo Renzi, il 28 febbraio 2014 Reggi viene nominato dal Consiglio dei Ministri sottosegretario al Ministero dell'istruzione, dell'università e della ricerca, affiancando il ministro Stefania Giannini. Ricopre la carica fino al 19 settembre, perché il 23 settembre viene nominato Direttore dell'Agenzia del demanio.
L'8 agosto 2018 il Governo Conte I solleva Reggi dall'incarico di Direttore dell'Agenzia del demanio, sostituendolo con Riccardo Carpino.
A partire dal 1 luglio 2019, ricopre il ruolo di responsabile delle concessioni di tutti gli impianti di produzione idroelettrica e termoelettrica di A2A.
Il 1º giugno 2021 viene eletto all'unanimità Presidente della Fondazione di Piacenza e Vigevano.